# Injerencia de Rusia en cambio de regímenes
La injerencia de Rusia en cambio de regímenes describe las actividades del gobierno ruso para sustituir regímenes extranjeros mediante intervenciones abiertas o encubiertas desde la disolución de la Unión Soviética en 1991.

## Durante la Unión Soviética
Antes de 1991, la Unión Soviética intervino en varios gobiernos, principalmente en Asia, adquiriendo el territorio de Tuvá y convirtiendo a Mongolia en un Estado satélite.
Durante la Segunda Guerra Mundial, la Unión Soviética ayudó a derrocar varios regímenes títeres de la Alemania nazi o el Japón imperial, incluyendo en Asia Oriental y parte de Europa.
Amplió el alcance geográfico de sus acciones más allá de su zona tradicional de operaciones. Un estudio indicó que la Unión Soviética/Rusia participaron en 36 intervenciones a resultados electorales entre 1946 y 2000.
La Unión Soviética ratificó la Carta de las Naciones Unidas en 1945, el principal documento de derecho internacional, lo que vinculó legalmente al gobierno soviético a las disposiciones de la Carta, incluyendo el Artículo 2(4), que prohíbe la amenaza o el uso de la fuerza en las relaciones internacionales, excepto en circunstancias muy limitadas.Por lo tanto, cualquier alegación legal presentada para justificar un cambio de régimen por parte de una potencia extranjera conlleva una carga particularmente pesada.

## 1991–presente

### 1991–1992: Georgia
En diciembre de 1991-enero de 1992, el primer presidente georgiano, Zviad Gamsakhurdia, fue destituido de su cargo por el golpe de Estado dado por la Guardia Nacional y un grupo de organizaciones paramilitares, que capturaron el edificio del Consejo de Ministros tras combates. Se ha reportado que el Distrito Militar Transcaucásico ruso (ex soviético), con sede en la capital georgiana Tiflis, estuvo implicado en el golpe. El 15 de diciembre de 1992, el periódico ruso Moskovskiye Novosti publicó una carta del coronel general Sufian Bepayev, entonces vicecomandante del Distrito Militar Transcaucásico, que afirmaba haber aportado ayuda logística y militar a los rebeldes a partir del 28 de diciembre de 1991. Según la carta, sin la interferencia de los soldados rusos, «los partidarios de Gamsakhurdia habrían tenido la victoria garantizada». Esta versión de los hechos revelaba también una implicación de soldados rusos durante la batalla alrededor Torre de televisión de Tiflis el 28 de diciembre. El objetivo de la intervensión rusa habría sido contrarrestar la negativa de Gamsakhurdia a unirse a la Comunidad de Estados Independientes (CEI), liderada por Rusia. Los seguidores de Gamsakhurdia abandonaron Tiflis y se retiraron al oeste de Georgia, Mingrelia, lanzando un contraataque posteriormente en octubre de 1993. El 20 de octubre de 1993, el presidente ruso Boris Yeltsin envió 2.000 soldados rusos a Georgia para ayudar al gobierno georgiano de Eduard Shevardnadze a derrotar a los partidarios de Gamsakhurdia. A mediados de octubre, la adición de armas rusas, la seguridad de las líneas de suministro 
y la asistencia técnica dieron la vuelta a la tortilla contra Gamsakhurdia.
Sin embargo, el gobierno ruso alegó neutralidad, diciendo que el propósito del envío de tropas era proteger un importante ferrocarril en Georgia, una excusa política efectiva. A partir del 2 de noviembre, tras un acuerdo entre Eduard Shevardnadze y los dirigentes rusos, un batallón de infantería de marina rusa fue desplegado en la ciudad georgiana de Poti para proteger infraestructuras de transporte esenciales, incluyendo ferrocarriles y puertos bajo la dirección del almirante Eduard Baltin, comandante de la Flota del Mar Negro. Para obtener este apoyo, Shevardnadze tuvo que aceptar la adhesión de Georgia a la CEI y el establecimiento de instalaciones militares rusas en Georgia.

### 1993: Azerbaiyán
Rusia respaldó el golpe de Estado contra el primer presidente azerbaiyano Abulfaz Elchibey. La 709ª Brigada del ejército azerbaiyano se rebeló contra Elchibey y, tras derrotar el ataque de las fuerzas gubernamentales, lanzó una ofensiva sobre la capital Bakú, armada con material dejado por la 104 División Aérea rusa. El golpe derrocó a Elchibey e instaló a Heydar Aliyev como presidente.

### 1994: Chechenia
En 1994, el Consejo Provisional de la República de Chechenia dio un golpe de Estado contra Dzhojar Dudáyev, presidente de la república separatista rusa de Ichkeria. El gobierno ruso negó oficialmente su participación militar en la operación, pero apoyó abiertamente al Consejo Provisional de la República de Chechenia. Moscú suministró clandestinamente a las fuerzas de la oposición ayuda financiera, material militar y mercenarios. Rusia también suspendió todos los vuelos civiles a Grozny mientras la aviación y las tropas fronterizas establecían un bloqueo militar de la república, y finalmente aviones rusos sin distintivos iniciaron operaciones de combate sobre Chechenia. El Consejo Provisional, al que se unieron tropas rusas, lanzó un asalto clandestino pero mal organizado contra Grozny a mediados de octubre de 1994, seguido de un segundo ataque de mayor envergadura los días 26 y 27 de noviembre de 1994. A pesar del apoyo ruso, ambos intentos fracasaron. Los leales a Dudayev consiguieron capturar a unos 20 soldados regulares del ejército ruso y a otros 50 ciudadanos rusos contratados clandestinamente por la organización de seguridad estatal rusa FSK para luchar por las fuerzas del Consejo Provisional. El 29 de noviembre, el presidente ruso Boris Yeltsin dio un ultimátum a todas las facciones beligerantes de Chechenia, ordenándoles que se desarmaran y se rindieran. Ante la negativa del gobierno checheno, Yeltsin ordenó al ejército ruso que invadiera la región.

### 2014: Ucrania

Ubicación de Ucrania

En 2014, la Revolución de la Dignidad tuvo lugar en Ucrania y derrocó a Víktor Yanukóvich. Tras una invasión rusa el 27 de febrero de 2014 y la toma armada y disolución del Parlamento de Crimea el 6 de marzo de 2014, el gabinete de sustitución instalado por Rusia votó a favor de «entrar en la Federación Rusa con los derechos de un súbdito de la Federación Rusa» y más tarde celebró un referéndum en el que se preguntó a los habitantes de estas regiones si querían unirse a Rusia como súbdito federal o si querían restaurar la Constitución de Crimea de 1992 y el estatus de Crimea como parte de Ucrania. Aunque se aprobó por abrumadora mayoría, los resultados son cuestionados por la mayoría. Crimea y Sebastopol declaran formalmente su independencia como República de Crimea y solicitan ser admitidas como constituyentes de la Federación Rusa. El 18 de marzo de 2014, Rusia y Crimea firmaron un tratado de adhesión de la República de Crimea y Sebastopol a la Federación Rusa. La Asamblea General de las Naciones Unidas aprobó una declaración no vinculante oponiéndose a la anexión rusa de la península.
Hackers prorrusos lanzaron una serie de ciberataques durante varios días para perturbar las elecciones presidenciales ucranianas de mayo de 2014, difundiendo correos electrónicos pirateados, intentando alterar los recuentos de votos y retrasando el resultado con ataques de denegación de servicio. Menos de una hora antes del cierre de las urnas, la Comisión Electoral Central de Ucrania retiró un programa malicioso que habría mostrado un gráfico declarando ganador de las elecciones al candidato de extrema derecha Dmitró Yárosh. A pesar de ello, el estatal Canal Uno de Rusia informó que Yárosh había ganado y difundió el gráfico falso, citando la página web de la comisión electoral, a pesar de que nunca había aparecido allí». Según Peter Ordeshook, los resultados falsos estaban dirigidos a un público específico con el fin de alimentar la narrativa rusa que ha afirmado desde el principio que ultranacionalistas y nazis estaban detrás de la revolución en Ucrania.

### 2016: Montenegro
En la mañana del 16 de octubre de 2016, día de las elecciones parlamentarias de Montenegro, un grupo de veinte ciudadanos serbios y montenegrinos, incluyendo al exjefe de la gendarmería serbia Bratislav Dikić, fueron detenidos. Algunos de ellos, junto con otras personas, entre ellas dos ciudadanos rusos, fueron posteriormente imputados por las autoridades de Montenegro por intento de golpe de Estado. A principios de noviembre de 2016, el fiscal especial de Montenegro para la delincuencia organizada y la corrupción, Milivoje Katnić, declaró que una organización que contaba con unas 500 personas entre Rusia, Serbia y Montenegro estaba detrás de la trama golpista. En febrero de 2017, funcionarios montenegrinos acusaron a las estructuras estatales rusas de estar detrás del intento de golpe, que presuntamente preveía un ataque contra el Parlamento de Montenegro y el asesinato del primer ministro Milo Đukanović.
Los detalles sobre el golpe fueron hechos públicos por primera vez a finales de octubre de 2016 por el primer ministro de Serbia, Aleksandar Vučić, cuya declaración pública sobre el asunto subrayó el papel de las fuerzas del orden serbias, especialmente de la Agencia de Información y Seguridad, en frustrarlo. La declaración fue seguida inmediatamente por una visita no programada a Belgrado de Nikolái Pátrushev, secretario del Consejo de Seguridad de Rusia.
Según el primer ministro Duško Marković en febrero de 2017, el gobierno recibió información definitiva sobre la preparación del golpe el 12 de octubre de 2016, cuando una persona implicada reveló el escenario alternativo de sus seguidores rusos. La información fue corroborada por los servicios de seguridad de los países miembros de la OTAN, que ayudaron al gobierno montenegrino a investigar la trama.Uno de los acusados, el serbio Predrag Bogićević, veterano y líder del Movimiento Ravna Gora, declaró que Saša Sinđelić le informó de un posible ataque contra los serbios que participaron en la protesta del 16 de octubre. Bogićević, detenido en Serbia, dijo a través de su abogado que no hubo conversaciones de ningún tipo sobre un golpe de Estado ni menciones a Đukanović.
Entre las organizaciones implicadadas en la planificación del golpe se mencionó al Instituto Ruso de Estudios Estratégicos (RISS), con sede en Moscú y estrechamente vinculado al Servicio de Inteligencia Exterior (SVR) de Rusia. A comienzos de noviembre de 2017 el presidente ruso, Vladímir Putin, destituyó al director del RISS, Leonid P. Reshetnikov, un oficial veterano de alto rango del SVR.

### 2020: Mali
Desde el 5 de junio de 2020, El presidente Ibrahim Boubacar Keïta se enfrentó a una oleada de protestas en Malí, en las que se pedía su dimisión del cargo a causa de la corrupción y las dificultades económicas. El 18 de agosto de 2020, los elementos rebeldes de las Fuerzas Armadas malienses dieron un golpe de Estado contra Keïta, arrestando a decenas de altos cargos del gobierno y declarando a Assimi Goïta como jefe de Estado interino. Varios informes concluyen que Rusia estuvo detrás del golpe de Estado en Malí y dos de los participantes, Malick Diaw y Sadio Camara, recibieron entrenamiento en Rusia antes de dar el golpe.

### 2022: Ucrania
En julio de 2022, el ministro ruso de asuntos exteriores, Serguéi Lavrov, declaró que el objetivo de la invasión rusa a Ucrania era derrocar a su gobierno.

### 2023: Moldavia
El 9 de febrero de 2023 el presidente ucraniano, Volodímir Zelenski, declaró que la inteligencia ucraniana había interceptado planes de la inteligencia rusa para derrocar al gobierno electo de Moldavia con el fin de establecer el control sobre el país. Las acusaciones posteriormente fueron corroboradas por la inteligencia moldava. El 13 de febrero la presidente de Moldavia, Maia Sandu, declaró que las autoridades moldavas habían confirmado la existencia del complot revelado por primera vez por Zelenski, y reveló detalles de la trama.El 21 de febrero, las autoridades moldavas advirtieron que Rusia podría intentar apoderarse del aeropuerto internacional de Chișinău con el fin de trasladar tropas para un golpe de Estado,declarando que se estaban preparando para múltiples escenarios. El 10 de marzo, las autoridades moldavas sostuvieron que personas vinculadas a Rusia estaban tramando una insurrección,y el 12 de marzo la policía moldava afirmó que había detenido a miembros de una red orquestada por Moscú que intentaba desestabilizar Moldavia, a los que se había prometido 10.000 dólares para organizar «desórdenes masivos».

### 2023: Sudán
En 2023 el Grupo Wagner, una organización paramilitar patrocinada por el Estado ruso, ha mantenido vínculos con las Fuerzas de Apoyo Rápido durante la tercera guerra civil sudanesa.